# Apolon
Apólon (grško Απόλλων, pomeni rušilec, uničevalec, a tudi odvračalec nesreč) je bog lokostrelstva, sonca in glasbe. V grški mitologiji je Zevsov in Letin sin ter brat dvojček Artemide, boginje lova in Lune.
Apolon je eno od olimpskih božanstev v klasični grški in rimski religiji ter grški in rimski mitologiji. Nacionalna božanskost Grkov je bil Apolon prepoznan kot bog lokostrelstva, glasbe in plesa, resnice in prerokb, zdravljenja in bolezni, sonca in svetlobe, poezije in še več. Bil je eden najpomembnejših in zapletenih grških bogov. Kot najlepši bog in ideal kurosa (ephebe ali golobrada, atletska mladost) Apolon velja za najbolj grškega izmed vseh bogov. Apolon je v etruščanski mitologiji pod grškim vplivom znan kot Apulu.
Kot zavetnik Delfov (Apolon Pitij) je Apolon ustni bog - preroško božanstvo Delfskega preročišča. Apolon je bog, ki si pomaga in odganja zlo; različni vzdevki ga imenujejo 'odvračevalec zla'. Delfski Apolon je zavetnik pomorščakov, tujcev in zaščitnik ubežnikov in beguncev.
Medicina in zdravljenje sta povezana z Apolonom, bodisi prek samega boga bodisi prek njegovega sina Asklepija. Apolon je ljudi osvobajal epidemij, hkrati pa je tudi bog, ki bi lahko s svojimi puščicami prinesel slabo zdravje in smrtonosno kugo. Za izum lokostrelstva je zaslužen Apolon in njegova sestra Artemida. Apolona po navadi opisujejo kot nosilca zlatega loka in tulca iz srebrnih puščic. Apolonova sposobnost, da mladostnik raste, je ena izmed najbolje izpričanih vidikov njegovega panhelenskega kultnega lika. Kot zaščitnik mladih (kourotrophos) se Apolon ukvarja z zdravjem in izobraževanjem otrok. Vodil je njihov prehod v odraslo dobo. Dolge lase, ki so bili privilegij fantov, so ob polnoletnosti (ephebeia) postrigli in posvetili Apolonu.
Apolon je pomembno pastirsko božanstvo in je bil pokrovitelj pastirjev. Njegova glavna naloga je bila zaščita čred, jat in pridelkov pred boleznimi, škodljivci in plenilci. Po drugi strani pa je Apolon spodbujal tudi ustanavljanje novih mest in ustanavljanje civilne ustave. Povezan je z gospodovanjem nad kolonisti. Bil je dajalec zakonov in pred določanjem zakonov v mestu so se posvetovali z njegovimi prerokbami.
Kot bog mousike - glasbe - Apolon vodi vso glasbo, pesmi, ples in poezijo. Je izumitelj godalne glasbe in pogost spremljevalec muz, ki deluje kot njihov zborovodja pri praznovanjih. Lira je pogost Apolonov atribut. V helenističnih časih, zlasti v 5. stoletju pred našim štetjem, se je kot Apolon Helios med Grki poistovetil s Helijem, poosebljenjem sonca. V latinskih besedilih pa Apolon in Sol med klasičnimi latinskimi pesniki niso obstajali do 1. stoletja n. št. Apolon in Helij / Sol sta ostala v literarnih in mitoloških besedilih ločeni bitji do 5. st. n. št.

## Izvor in ime
Izvor Apolonovega kulta naj bi bil v Mali Aziji. Etimologija imena Apolon ni jasna. Mogoče je to v grščini pomenilo 'rušilec' ali 'uničevalec'. Homer ga je v Iliadi poimenoval tudi Smintheus (torej 'jedec podgan') in 'oddaljeni srečevalec'. Kot Phoibos Apollon ('svetleči', latinizirano Phoebus) je bil tudi izenačen z bogom sonca Helijem. Druga imena so bila Bondromios, 'tisti, ki hiti pomagat pri bojni klicu' in Loxias (bog prerokbe).
Pitagorejci in platonisti, ki so Apolona še posebej častili, so bili prepričani, da ima njegovo ime filozofski pomen. Razlagali so ga kot A-pollon ('ne veliko'), sestavljen iz a- ('ne', alfa privativum) in pollón ('veliko'). V tem so videli aluzijo na eno, najvišje, absolutno transcendentno načelo, nasprotje pluralnosti. Glede na to razlago, ki jo novoplatonist Plotin pripisuje pitagorejcem, je Apolon božje ime Enega. Ta etimologija imena Apolon v Platonovih delih ni izrecno potrjena, vendar se zdi, da jo je poznal. Raziskave kažejo, da je bil del njegovega »nenapisanega učenja«, ki je bilo posredovano le ustno.

## Kultna mesta
Nenavadno med olimpskimi božanstvi je imel Apolon dve kultni mesti, ki sta imeli zelo razširjen vpliv: Delos in Delfi. V kultni praksi sta bila Deloški Apolon in Pitijski Apolon (Apolon iz Delfov) tako različna, da sta oba lahko imela svetišče v istem kraju.Likija je bila bogu sveta, saj so tega Apolona imenovali tudi Likijan.
Apolonov kult je bil že v celoti uveljavljen ob začetku pisnih virov, približno 650 pr. n. št. Apolon je za grški svet v arhaičnem obdobju postal izredno pomemben kot orakularno božanstvo, pogostost teoforičnih imen, kot sta Apolodor ali Apolon, in mesta z imenom Apolonija pa pričajo o njegovi priljubljenosti. Orakularna svetišča Apolonu so bila ustanovljena na drugih krajih. V 2. in 3. stoletju našega štetja so tisti pri Didimi in Klarosu izrekli tako imenovane »teološke prerokbe«, v katerih je Apolon potrdil, da so vsa božanstva vidiki ali služabniki vseobsegajočega, najvišjega božanstva. »V 3. stoletju je Apolon utihnil. Cesar Julijan Odpadnik (359–361) je poskušal oživiti delfsko preročišče, vendar ni uspel«.
Apolon je imel slavno preročišče v Delfih, druga opazna pa v Klarosu in Didimi. Njegovo orakeljsko svetišče v mestu Abae v Fokidi, kjer je nosil toponomastični vzdevek Abej (Ἀπόλλων Ἀβαῖος, Apolon Abaios), je bilo dovolj pomembno, da se je z njim posvetoval Krez.
Drugi templji so še v: Basa, Antični Korint na Peloponezu, Delos, Hierapolisu Bambyce (sodobni Manbij) v Siriji, Patara v Likiji in Segesta na Siciliji.

## Apolonovi templji
Številni templji so bili posvečeni Apolonu v Grčiji in grškim kolonijam. Prikazujejo širjenje kulta Apolona in razvoj grške arhitekture, ki je večinoma temeljila na pravilnosti oblike in na matematičnih odnosih. Nekateri najstarejši templji, zlasti na Kreti, ne spadajo v noben grški red. Zdi se, da so bili prvi templji pravokotne lesene konstrukcije. Različni leseni elementi so veljali za božanske, njihove oblike pa so se ohranile v marmornatih ali kamnitih elementih templjev dorskega reda. Grki so uporabljali standardne tipe, ker so verjeli, da je svet predmetov vrsta tipičnih oblik, ki jih je mogoče predstaviti v več primerih. Templji bi morali biti kanonični in arhitekti so skušali doseči to estetsko dovršenost. Že v najzgodnejših časih so bila v pravokotnih obrobnih in prostorskih zgradbah strogo upoštevana določena pravila. Prve stavbe so bile zgrajene ozko, da so lahko držale streho, in ko so se dimenzije spremenile, so za ohranitev prvotnih oblik postali potrebni nekateri matematični odnosi. To je verjetno vplivalo na teorijo števil Pitagore, ki je verjel, da za videzom stvari stoji stalno načelo matematike.
Dorski red je prevladoval v 6. in 5. stoletju pred našim štetjem, vendar je obstajal matematični problem glede položaja triglifov, ki ga ni bilo mogoče rešiti brez spreminjanja prvotnih oblik. jonski red je bil red skoraj opuščen, in jonski kapitel je predstavljal tudi nerešljiv problem na vogalu templja. Oba reda sta bila postopoma opuščena v helenistični dobi in pod Rimom, nadomestil ju je korintski red.

## Mitologija

### Rojstvo
Ko je boginja Hera izvedela, da Leto nosi otroke njenega moža Zevsa, je bila besna in ljubosumna ter se odločila, da se bo maščevala tako, da Leto ni pustila ostati na trdnih tleh (zemlji ali otoku) in je bila prisiljena iskati, kje bi rodila. Medtem ko jo je preganjal zmaj Piton, ki ga je poslala Hera, je Leto naletela na novonastali otok Delos, ki je plaval po vodi in ni bil ne kopno ne otok, obkrožen z labodi. Ko je stopila nanjo, sta se iz morskih globin pojavili dve skali; ena je ustavila gibanje otoka, druga pa se je kači postavila na pot. Nato je Leto na gori Kintu rodila dvojčka - sina Apolona in hčerko Artemido. Kasneje je Zevs Delos pritrdil na dno oceana, da je nehal plavati, otok pa je postal posvečen Apolonu.
Hera je ugrabila Ilitijo, boginjo poroda, da bi Leto preprečila porod. Drugi bogovi so Hero prevarali s tem, da so ji ponudili 8 metrov dolgo ogrlico iz jantarja, boginji pa je uspelo pobegniti. Legenda pravi, da se je najprej rodila Artemida, ki je nato materi pomagala roditi brata Apolona. Apolon se je rodil sedmi dan meseca Targelion, sedmi in dvanajsti dan tega meseca pa sta bila pozneje posvečena njemu.

## Življenje
Ko je Apolon odrasel, sta bila njegova zvesta spremljevalca zlata lira in srebrni lok. Odšel je v Delfe, da bi se maščeval Pitonu, ki ga je preganjal in poskušal posiliti njegovo mater. Našel ga je v zalivu pod Parnasom in ga s puščicami ubil, telo pa zakopal v tla. Takrat se je država imenovala Piton in ji je spremenil ime v Delfi, tako da zanj nikoli več ne bo slišati. Toda prerokinje so bile pogosto imenovane – Pitija. Na kraju zmage je ustanovil tudi znamenito svetišče. V tistem zalivu je bil tudi izvir, ki je oddajal pare, ki je prerokinjam pomagal pasti v trans.
Ko je Zevs zaradi vstajenja mrtvih strelo udaril Asklepija, Apolonovega sina, je Apolon zaradi maščevanja ubil Kiklopa, ki je to strelo naredil. Namesto da bi bil za vedno pregnan v Tartar, je po Zevsovem ukazu odšel v Tesalijo in služil dobremu Admetu kot navaden pastir. Apolon je bil navdušen nad Admetovo gostoljubnostjo in uredil da so mu vse krave povrgle dvojčke, pomagal pa mu je tudi pridobiti roko princese Alkestide, Pelijeve hčere. Tudi Mojre je prepričal, da so mu prihranile smrt ([[glavni|Admetos}}).
Ko se je bližala zima, je z vozom, ki so ga vlekli labodi, vozil do Hiperboreje, kjer kraljuje večna pomlad. Pomlad in poletje je preživel v Delfih, jesen in zimo pa v tej državi in včasih na Olimpu.
Apolonov prihod na Olimp je prinesel veselje in dobro voljo. Prišel je kot vodja muz, igral bi na liro in nihče mu ni bil enak in celo Ares bi vzdihnil ob njegovem nastopu. Apolon in Artemida sta bila Zevsova najljubša in to je bil razlog za ljubosumje drugih bogov.

### Trojanska vojna
Z Apolonovo puščico se začne tudi Homerjeva Iliada. Apolon namreč med trojansko vojno pošilja puščice, ki nosijo kugo, v grška taborišča, ker je Agamemnon z ugrabitvijo hčere žalil Apolonovega svečenika Hrisa. Hriseido so vrnili, toda Agamemnon je za odškodnino vzel ljubko Briseido, Ahilovo sužnjo in družico. Ahil divja in to postane glavni motiv Iliade - Ahilova jeza.
Ko je Diomed poškodoval Eneja, ga je Apolon rešil, potem ko je Afrodita poskušala storiti enako, a Diomed je poškodoval tudi njo. Apolon je nato Eneja zavil v oblak in ga odnesel v Pergamon, svetišče v Troji. 
Apolon je pomagal Parisu ubiti Ahila, tako da je puščico iz njegovega loka usmeril v Ahilovo peto, edino ranljivo mesto na njegovem telesu. Eden od možnih vzrokov je ta, da je Ahil na Apolonovem oltarju v templju ubil Troila, Apolonovega in Hekabinega sina.

### Ljubezen

#### Ženske
Eros je bil ljubosumen na Apolona, ki se je norčeval iz njegovih lokostrelskih sposobnosti, razjezilo pa ga je tudi Apolonovo petje. Eros je poslal Dafne puščico, a jo je Apolon odbil, ker se je zaljubil vanjo. Molila je k materi Zemlji in njenemu očetu, rečnemu bogu, da ji pomagata. Sčasoma jo je oče spremenil v lovorovo drevo in postalo je posvečeno Apolonu.
Apolon je imel razmerje s smrtno princeso Leukotejo, Orhamovo hčerko in Klitijino sestro. Leukoteja je imela rada Apolona in ta se je preoblekel v njeno mater, da je lahko vstopil v njene prostore. Klitija je bila ljubosumna na svojo sestro, ker je sama želela Apolona in očetu povedala resnico ter izdala sestro in njeno zaupanje. Razjarjeni Orham je ukazal, naj Leukotejo pokopljejo živo. Apolon ni mogel odpustiti Klitiji in je umrla od žalosti, Apolon jo je spremenil v sončnico, ki vsak dan sledi Soncu, kar simbolizira Apolona samega, boga sonca.
Koronida, hči kralja Flegije, je bila Apolonova ljubica, ki mu je rodila sina Asklepija. Medtem ko je bila noseča z njim, se je zaljubila v Ishiija, Elatovega sina in vrana je novico o prevari sporočila Apolonu. Sprva vrani ni zaupal in je celotno vrsto pobarval v črno (do takrat so bile vrane bele), da bi jo kaznoval zaradi laži. Kasneje, ko je izvedel, da je to res, pošlje svojo sestro Artemido, da ubije Koronido, prav tako pa je vse vrane osvežil in jim dal nalogo, da oznanjajo smrt. Apolon je rešil Koronido in svojega otroka ter ga dal kentavru Hironu, da ga vzgoji. Kralj Flegije je bil jezen zaradi smrti svoje hčere in je zažgal Apolonov tempelj v Delfih, Apolon pa ga je zaradi tega ubil.
Apolon je imel rad tudi Marpezo, ki jo je ugrabil iz Ide. Zevs jo je prisilil, da je izbirala med njima, Ido pa je izbrala, ker je rekla, da bo nesmrtnega Apolona dolgočasila, ko se bo postarala.
Kastalia je bila nimfa, ki jo je imel Apolon rad. Pobegnila mu je in se potopila v izvir v Delfih, ki je bil potem po njej imenovan . Ta sveti izvir je bil navdih za pesnike, z vodo pa so čistili svetišče.
S Kireno je imel sina Aristeja, ki je postal bog zavetnik živine, sadja, lova, poroke in čebelarstva. Naučil je ljudi uporabljati mlečne izdelke in mreže ter pasti pri lovu, učil pa jih je tudi o gojenju oljk.
S Hekabo, ženo kralja Priama, je imel sina Troila. Prerokinja je prerokovala, da Troja ne bo premagana, dokler Troil ne bo star sedemindvajset let. Kasneje ga je Ahil v zasedi pokončal s sestro Polikseno.
Apolon se je zaljubil tudi v Kasandro, hčerko Hekabe in kralja Priama, Troilovo polsestro. Obljubil ji je dar preroštva, da bi jo zapeljal, a ga je zavrnila. Razjarjeni Apolon ji je dal dar vedeževanja, vendar jo je preklel, tako da ji nihče ni nikoli verjel.
V Evripidovi predstavi Ija je Apolon Ijin oče, Kreuza pa njena mati. Kreusa je Ijo pustila umreti v naravi, a Apolon je Hermesa prosil, naj reši otroka in ga odpelje v Delfe, kjer so jo vzgajale svečenice.

#### Moški
Apolon je imel tudi številne povezave z moškimi in vsi njegovi ljubimci so bili mlajši od njega.
Hijacint, špartanski princ, je bil čudovit in športno grajen Apolonov ljubimec. Oba sta vadila metanje diska, ko je Apolon Hijacinta nenadoma zadel v glavo z diskom, ki je odstopal od smeri, vzrok pa je bil pih Zefirja, ki je bil ljubosumen na Apolona, ker je tudi sam ljubil Hijacinta. Ko je Hijacint umrl, je bil Apolon zlomljen in je preklinjal svojo nesmrtnost, ker se je želel pridružiti svojemu ljubimcu v smrti. Iz njegove krvi je Apolon ustvaril cvetlico hijacinto (lat. Hyacinthus), njegove solze pa so pustile pečat na cvetnih listih - άί = gorje!
Akant, poosebitev rastline akant, je bil tudi povezan z Apolonom. Po njegovi smrti ga je Apolon spremenil v rastlino, ki ljubi sonce (Apolona), njegovo sestro Akantido pa v repinec (Arctium). V drugi različici zgodbe je Akant pravzaprav ženska - Akanta. Zavrnila ga je, ko jo je poskušal posiliti, tako da se je praskal po obrazu in nato spremenil v akantus.
Kiparis je bil Heraklejev potomec, ki mu je Apolon podaril udomačenega jelena kot spremljevalca, vendar ga je Kiparis po naključju ubil s sulico. Kiparis je prosil Apolona naj pusti njegove solze teči za vselej, ta pa ga je spremenil v cipreso (lat. Cupressus), rastlino, imenovano žalostno drevo, ker je rastlinski sok videti kot solze na lubju drevesa.

#### Nioba
Nioba je bila tebanska kraljica in Amfionova žena, ki se je hvalila Leto, ker je imela štirinajst otrok (Niobide) - sedem dečkov in sedem deklet, Leto pa le dva - Artemido in Apolona. Apolon ji je ubil sinove, medtem ko so trenirali atletiko, Artemida pa hčerke s strupenimi puščicami. V nekaterih različicah zgodbe so nekateri potomci rešeni. Amfion se je, ko je videl svoje mrtve sinove, po nekaterih legendah ubil, po drugih pa ga je ubil Apolon, potem ko je divjal in se skušal maščevati. Skrušena Nioba je odšla v Malo Azijo, kjer je jokala in se spremenila v kamen, njene solze pa so ustvarile reko Ahel. Zevs je vse Tebance spremenil v kamen da Niobe ni mogel nihče pokopati, končno pa so jo deveti dan pokopali bogovi.

### Hermesovo rojstvo
Rojstvo boga Hermesa je opisano v Homerskih himnah. Zevs je na skrivaj oplodil njegovo mater Majo, ki je otroka zavila v povoje in med spanjem pobegnila. Hermes je odšel v Tesalijo, kjer je Apolon zadrževal živino, mu ukradel živino in jo odpeljal v jamo v gozdu blizu Pile, in zakril sledi. V jami je našel želvo, ki jo je ubil, vzel njen oklep in vanjo položil črevesje krav ter tako naredil prvo liro.
Apolon se je materi pritožil, da mu je Hermes ukradel živino, a se je Hermes že vrnil v otroštvo in Maja Apolonovim besedam ni verjela. Zevs je posredoval in se strinjal z Apolonom, ki je trdil, da je videl vse dogodke. Nato je Hermes začel igrati na svojo novo liro, Apolon pa se je zaljubil v inštrument in mu ponudil živino v zameno za liro.
Apolon je tako postal umetnik na liri, Hermes pa je kasneje izumil še en instrument – sirinks. Kasneje je Apolon Hermesu v zameno za sirinks dal kaducej.

### Marsij
Marsias je bila satir, ki je Apolona izzval na glasbeno tekmovanje. Našel je avlos, pihalo, na tleh, kjer ga je pustila Atena, ki ga je izumila, a tudi zavrgla, ker ji je napihnil lica. Na tekmovanju je Marsiaa izgubil in bil živ odrt v jami, ker si je upal izzvati Boga. Njegova kri se je spremenila v istoimensko reko. Druga različica zgodbe pravi, da je Apolon igral svojo liro obrnjeno na glavo, česar Marsias ni mogel storiti z avlosom, zato je tekmo izgubil, zato ga je Apolon obesil na drevo in ga živega odrl.

### Pan
Ko je Pan pridobil izkušnjo, da je njegovo glasbo mogoče primerjati z Apolonovo, je Apolona izzval na tekmovanje v spretnosti. Tmol, gorski bog je bil izbran, da odloči, kdo je boljši. Pan je na flavto zaigral svoje rustikalne melodije, ki so bile všeč njemu in njegovemu spremljevalcu kralju Midu. Nato je Apolon začel igrati liro in Tmol se je odločil, da je Apolon zmagal s svojim čudovitim nastopom, toda Mida se ni strinjal z odločitvijo sodnika. Apolon ni mogel poslušati njegove pritožbe in mu je ustvaril oslovska ušesa.

## Apolon kot božanstvo
Apolon je bil kot bog glasbe pomembnejši od muz (pridevek Musagetes). Prinašal pa je tudi smrt in uničenje. Maščevanje je izvrševal s puščicami; tako je med trojansko vojno poslal kugo v tabor Grkov, ko so le-ti ugrabili hčerko Apolonovega svečenika in jo naredili za sužnjo. Pripomogel je tudi k smrti Ahila, saj je vodil Parisovo puščico.
Znana je tudi zgodba o Apolonu in lepem mladeniču Hijacintu, ki se je končala z nesrečo; Apolon je po nesreči Hijacinta z diskom zadel v glavo in tako ubil svojo ljubezen. 
Apolonu je bilo posvečeno svetišče v Delfih, najpomebnejše antično preročišče.
Razen v ljubezenskih zgodbah (npr. Apolon in Dafna) in zgodbi o glasbenem dvoboju s Panom, bogom pastirjev, nastopa v vseh zgodbah kot uničevalec. 
Ubil je velikana Titiosa, ker je hotel posiliti njegovo mater in satira Marsiasa, ker je dovolil, da ga hvalijo, da igra lepše kot Apolon.

## Znana dela o njem
- Kipi
  - Apolon iz Fidije (450 let pr. n. št)
  - Apolon Belvederski (340 pr. n .št)
  - Thorvaldsen (1900)
  - Rodin (1900)
- Opere
  - Lully (1698)
  - Mozart (1767)
- Balet
  - Stravinski (1828)